# C.S.I.: Вегас
«C.S.I.: Вегас» (англ. CSI: Vegas) — американская процедурная драма, премьера сериала состоялась 6 октября 2021 года на телеканале CBS.
Премьера третьего сезона телесериала состоится 18 февраля 2024 года. В апреле 2024 года сериал закрыли после трёх сезонов. Финал сериала вышел в эфир 19 мая 2024 года.

## Сюжет
Новая команда криминалистов, которой руководит Максин Роби (Пола Ньюсом), сталкивается с масштабным заговором против лаборатории. К ним на помощь приходят Гил Грисом (Уильям Петерсен) и Сара Сайдл (Джорджа Фокс), а после их ухода во втором сезоне — Кэтрин Уиллоус (Марг Хелгенбергер). Справившись с угрозой, криминалисты продолжают защищать Лас-Вегас от новых преступников.

## В ролях

### Основной состав
- Пола Ньюсом — Максин «Макс» Роби, глава криминальной лаборатории Лас-Вегаса.
- Мэтт Лауриа — Джошу «Джош» Фолсом, CSI Уровень 3 (сезоны 1-3), CSI Уровень 1 (сезон 3).
- Мандип Диллон —Ахалья «Элли» Раджан,  CSI Уровень 3.
- Мел Родригес — доктор Уго Рамирес, главный судмедэксперт (сезон 1).
- Джорджа Фокс —  Сара Сайдл (сезон 1).
- Уильям Петерсен — Гил  Гриссом (сезон 1).
- Ариана Гуэрра — Серена Чавес, детектив убойного отдела (сезоны 2-3).
- Джей Ли — Кристофер «Криа» Парк  CSI Уровень 1 (сезон 2-3; сезон 1 - периодически)
- Лекс Медлин — Бо Финадо  CSI Уровень 1 (сезоны 2-3).
- Марг Хелгенбергер —  Кэтрин Уиллоус (сезоны 2-3).

### Второстепенный состав
- Уоллес Лэнгэм — Дэвид Ходжес (сезон 1).
- Челси Крисп — Эмма Ходжес, жена Дэвида (сезон 1).
- Джейми Макшейн — Энсон Викс, коррумпированный адвокат по гражданским делам  (сезон 1).
- Сара Гилман — Пенелопа «Пенни» Гилл, CSI.
- Шон Джеймс — Уилла Карсон, детектив убойного отдела .
- Кэт Фостер — Нора Кросс, детектив отдела внутренних расследований (сезон 1; сезон 3 - гость).
- Роберт Кертис-Браун — помощник шерифа  Кейд Уайатт (сезон 1).
- Люк Тенни — Брайан Роби, сын Максин
- Кэтлин Уилхойт — доктор Дайан Ауэрбах (сезон 2).
- Сара Амини — доктор Сони Николаевич, главный судмедэксперта (сезон 2).
- Джоэль Джонстоун —  Джек Николаевич, помощник судмедэксперта и старший брат Сони (сезон 2).
- Шерри Сом —  Джоди Уоллах, член правления казино «Затмение» (сезон 2).
- Кэти Стивенс — Линдси Уиллоус (сезон 2).
- Дерек Уэбстер — доктор Милтон Хадсон, замещающий судмедэксперт (сезон 2-3).
- Роб Морган —  Дэниел Джордан, бывшый муж Максин (сезон 2).
- Эрик Шманда — Грэг Сандерс (сезон 2).
- Лолита Давидович — Жанетт Фолсом, мать Джрша (сезон 2).
- Дэниэл ДиТомассо — Трей Кэхилл, друг детства Фолсом (сезон 2).
- Реджи Ли —  помощник шерифа Джао  (сезон 3).

### Приглашённая звезда
- Пол Гилфойл — Джим Брасс (сезон 1).

## Обзор сезонов
| Сезон | Сезон | Эпизоды | Дата показа      | Дата показа    | Рейтинг Нильсена | Рейтинг Нильсена    |
| Сезон | Сезон | Эпизоды | Премьера         | Финал          | Ранг             | Зрители в США (млн) |
| ----- | ----- | ------- | ---------------- | -------------- | ---------------- | ------------------- |
|       | 1     | 10      | 6 октября 2021   | 8 декабря 2021 | 30               | 6,80                |
|       | 2     | 21      | 29 сентября 2022 | 18 мая 2023    | 36               | 5,66                |
|       | 3     | 10      | 18 февраля 2024  | 19 мая 2024    | TBD              | TBD                 |

## Список эпизодов

### Сезон 1 (2021)
| № общий | № в сезоне | Название                                                        | Режиссёр     | Автор сценария                | Дата премьеры   | Зрители в США (млн) |
| ------- | ---------- | --------------------------------------------------------------- | ------------ | ----------------------------- | --------------- | ------------------- |
| 1       | 1          | «Наследие» «Legacy»                                             | Ута Бризевиц | Джейсон Трейси                | 6 октября 2021  | 4,12                |
| 2       | 2          | «Медовый месяц в Вегасе» «Honeymoon in Vegas»                   | Нэйтан Хоуп  | Джейсон Трейси                | 13 октября 2021 | 3,91                |
| 3       | 3          | «Под кожей» «Under the Skin»                                    | Нэйтан Хоуп  | Крэйг О’Нилл                  | 20 октября 2021 | 3,54                |
| 4       | 4          | «Длинная свинья» «Long Pig»                                     | Николь Рубио | Сафиа М. Дирие                | 27 октября 2021 | 3,34                |
| 5       | 5          | «Пусть крошки падают» «Let the Chips Fall»                      | Кеннет Финк  | Грэм Тиль                     | 3 ноября 2021   | 3,22                |
| 6       | 6          | «Весёлый дом» «Funhouse»                                        | Бенни Бум    | Саманта Хамфри                | 10 ноября 2021  | 3,24                |
| 7       | 7          | «В крови» «In the Blood»                                        | Кристин Мур  | Мариса Тэм                    | 17 ноября 2021  | 3,88                |
| 8       | 8          | «Очиститель для труб» «Pipe Cleaner»                            | Бенни Бум    | Сафиа Дирие и Саманта Хамфри  | 24 ноября 2021  | 4,19                |
| 9       | 9          | «В крови» «In the Blood»                                        | Кристин Мур  | Крэйг О’Нилл и Джейсон Трейси | 1 декабря 2021  | 3,95                |
| 10      | 10         | «Подписано, запечатано, доставлено» «Signed, Sealed, Delivered» | Кеннет Финк  | Джейсон Трейси и Крэйг О’Нилл | 8 декабря 2021  | 3,54                |

### Сезон 2 (2022—2023)
| № общий | № в сезоне | Название                                             | Режиссёр            | Автор сценария                  | Дата премьеры    | Зрители в США (млн) |
| ------- | ---------- | ---------------------------------------------------- | ------------------- | ------------------------------- | ---------------- | ------------------- |
| 11      | 1          | «Она ушла» «She's Gone»                              | Кеннет Финк         | Джейсон Трейси                  | 29 сентября 2022 | 3,12                |
| 12      | 2          | «Нарисованный человек» «The Painted Man»             | Сэм Хилл            | Крэйг О’Нилл                    | 6 октября 2022   | 3,23                |
| 13      | 3          | «История пистолета» «Story of a Gun»                 | Антонио Негрет      | Сафиа М. Дирие                  | 13 октября 2022  | 3,24                |
| 14      | 4          | «Коала» «Koala»                                      | Клаудия Ярми        | Энтони Е. Зуикер                | 20 октября 2022  | 3,61                |
| 15      | 5          | «Вредный путь» «In Harm's Way»                       | Лин Одинг           | Грэм Тиль                       | 27 октября 2022  | 3,57                |
| 16      | 6          | «Вот в чём загвоздка» «There's the Rub»              | Марио Ван Пиблз     | Джордана Льюис Джаффе           | 3 ноября 2022    | 3,13                |
| 17      | 7          | «Сгоревший» «Burned»                                 | Бенни Бум           | Том Зенгиорги                   | 10 ноября 2022   | 3,45                |
| 18      | 8          | «Украшающая нота» «Grace Note»                       | Джина Ламар         | Эрика Васкес и Сиена Баттерфилд | 8 декабря 2022   | 3,27                |
| 19      | 9          | «В белой комнате» «In the White Room»                | Кеннет Финк         | Мариса Тэм и Грэм Тиль          | 15 декабря 2022  | 3,48                |
| 20      | 10         | «Глазные яблоки» «Eyeballs»                          | Эллисон Лидди-Браун | Райан Ли                        | 5 января 2023    | 3,36                |
| 21      | 11         | «Брелок» «Trinket»                                   | РОбин Гарсиа        | Сафиа М. Дирие                  | 12 января 2023   | 3,42                |
| 22      | 12         | «Когда пыль осядет» «When the Dust Settles»          | Рэйчел Рэймист      | Джордана Льюис Джаффе           | 2 февраля 2023   | 3,79                |
| 23      | 13         | «Кости» «Boned»                                      | Эрин Фили           | Дэйв Мецгер                     | 9 февраля 2023   | 3,82                |
| 24      | 14         | «Третий раз - это прелесть» «Third Time's the Charm» | Эдуардо Санчес      | Том Зенгиорги                   | 16 февраля 2023  | 2,93                |
| 25      | 15         | «Пепел, пепел» «Ashes, Ashes»                        | Стефани Марквардт   | Мариса Тэм                      | 2 марта 2023     | 3,21                |
| 26      | 16         | «Мы все падаем вниз» «We All Fall Down»              | Рэй Дэниелс         | Крэйг О’Нилл и Грэм Тиль        | 9 марта 2023     | 3,33                |
| 27      | 17         | «Обещание» «The Promise»                             | Брэд Таненбаум      | Алекс Беррии Энтони Е. Зуикер   | 30 марта 2023    | 3.26                |
| 28      | 18         | «Разбитый» «Fractured»                               | Джина Ламар         | Лиз Кастриконе и Сафиа М. Дирие | 13 апреля 2023   | 3,38                |
| 29      | 19         | «Мертвые воспоминания» «Dead Memories»               | Пэм Визи            | Крэйг О’Нилл                    | 4 мая 2023       | 3,17                |
| 30      | 20         | «Игра в ракушки» «Shell Game»                        | Омар Мадха          | Мариса Тэм                      | 11 мая 2023      | 1,91                |
| 31      | 21         | «Предсмертные слова» «Dying Words»                   | Джейсон Трейси      | Джейсон Трейси                  | 18 мая 2023      | 1,53                |

### Сезон 3 (2024)
| № общий | № в сезоне | Название                                        | Режиссёр             | Автор сценария                  | Дата премьеры   | Зрители в США (млн) |
| ------- | ---------- | ----------------------------------------------- | -------------------- | ------------------------------- | --------------- | ------------------- |
| 32      | 1          | «Жнец» «The Reaper»                             | Брэд Таненбаум       | Джейсон Трейси, Крэйг О’Нилл    | 18 февраля 2024 | 4,09                |
| 33      | 2          | «Рубцовая ткань» «Scar Tissue»                  | Николь Рубио         | Джордана Льюис Джаффе           | 25 февраля 2024 | 4,16                |
| 34      | 3          | «Крысиная стая» «Rat Packed»                    | Омар Мадха           | Мариса Тэм                      | 3 марта 2024    | 4,37                |
| 35      | 4          | «Здоровье и благополучие» «Health and Wellness» | Стефани А. Марквардт | Том Зенгиорги                   | 17 марта 2024   | 4,30                |
| 36      | 5          | «Это была автоматизация» «It Was Automation»    | Рубен Гарсия         | Дэйв Мецгер                     | 24 марта 2024   | 4,56                |
| 37      | 6          | «Атомный город» «Atomic City»                   | Кеннет Финк          | Райан Ли                        | 21 апреля 2024  | 4,09                |
| 38      | 7          | «Совпадение» «Coinkydink»                       | Сафиа М. Дирие       | Сафиа М. Дирие                  | 28 апреля 2024  | 4,19                |
| 39      | 8          | «Художник присутствует» «The Artist is Present» | Джина Ламар          | Габриэль Хо                     | 5 мая 2024      | 4Б10                |
| 40      | 9          | «Хэви-Метал» «Heavy Metal»                      | Том Камарда          | Камилль Д'Эли                   | 12 мая 2024     | 4,16                |
| 41      | 10         | «Туннельное зрение» «Tunnel Vision»             | Эрин Фили            | Эрика Васкес и Сиена Баттерфилд | 19 мая 2024     | 4,25                |

## Производство

### Разработка
15 декабря 2021 года телеканал CBS продлил возрожденный телесериал на второй сезон. В феврале 2023 появились данные о продлении C.S.I.: Вегас на третий сезон.